# 塞勒姆縣 (泰米爾納德邦)

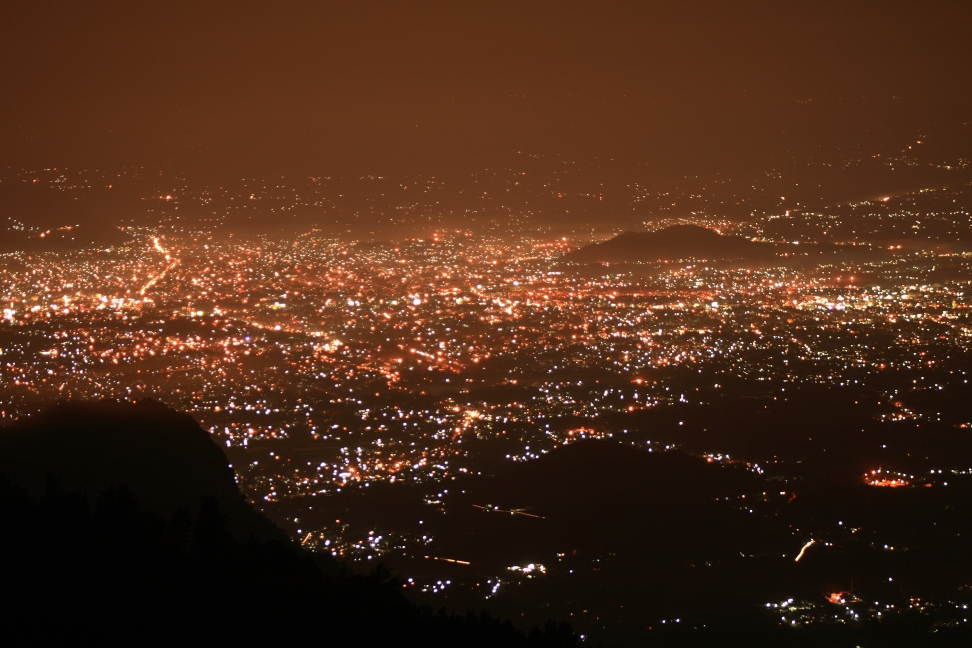

塞勒姆縣是印度的一個縣，位於該國南部，由泰米爾納德邦負責管轄，面積5,249平方公里，識字率為73.23%，2011年人口3,480,008，人口密度每平方公里663人。

## 外部連結
- Salem District （页面存档备份，存于）